# آرثر جاي شميت
آرثر جاي شميت (بالإنجليزية: Arthur J. Schmitt)‏ هو مخترع أمريكي، ولد في 14 يونيو 1893 في شيكاغو في الولايات المتحدة، وتوفي في 29 مارس 1971.